# Roeien op de Olympische Zomerspelen 1992
Roeien is een van de sporten die beoefend werden tijdens de Olympische Zomerspelen 1992 in Barcelona. 
Een van de deelnemende teams was het "Gezamenlijk team", bestaande uit sporters van voormalige Sovjet-republieken met uitzondering van de Baltische staten. Het team, dat was ontstaan door het uiteenvallen van de Sovjet-Unie in 1991, werd informeel het Gemenebest van Onafhankelijke Staten (GOS) genoemd, alhoewel Georgië pas in 1993 lid werd van het GOS. Het team droeg de naam "Equipe Unifiée", had de IOC-code "EUN" en voerde de olympische vlag. 

## Heren

### skiff
| rang   | sporter                   | land | tijd    |
| ------ | ------------------------- | ---- | ------- |
| Goud   | Thomas Lange              | GER  | 6:51.40 |
| Zilver | Václav Chalupa            | TCH  | 6:52.93 |
| Brons  | Kajetan Broniewski        | POL  | 6:56.82 |
| 4      | Eric Verdonk              | NZL  | 6:57.45 |
| 5      | Jüri Jaanson              | EST  | 7:12.92 |
| 6      | Sergio Fernández González | ARG  | 7:15.53 |
| 7      | Joaquín Gómez Gurza       | MEX  | 6:57.13 |
| 8      | Harald Faderbauer         | AUT  | 6:58.97 |

### dubbel-twee
| rang   | sporters                                | land | tijd    |
| ------ | --------------------------------------- | ---- | ------- |
| Goud   | Stephen Hawkins Peter Antonie           | AUS  | 6:17.32 |
| Zilver | Arnold Jonke Christoph Zerbst           | AUT  | 6:18.42 |
| Brons  | Henk-Jan Zwolle Nico Rienks             | NED  | 6:22.82 |
| 4      | Priit Tasane Roman Lutoškin             | EST  | 6:23.34 |
| 5      | Andrzej Marszałek Andrzej Krzepiński    | POL  | 6:24.32 |
| 6      | Miguel Álvarez Villar José Merín Hierro | ESP  | 6:26.96 |
| 7      | Donald Dickison Todd Hallett            | CAN  | 6:22.84 |
| 8      | Jens Köppen Christian Händle            | GER  | 6:24.27 |

### twee-zonder-stuurman
| rang   | sporters                                 | land | tijd    |
| ------ | ---------------------------------------- | ---- | ------- |
| Goud   | Steve Redgrave Matthew Pinsent           | GBR  | 6:27.72 |
| Zilver | Peter Höltzenbein Colin von Ettinghausen | GER  | 6:32.68 |
| Brons  | Iztok Čop Denis Žvegelj                  | SLO  | 6:33.43 |
| 4      | Michel Andrieux Jean-Christophe Rolland  | FRA  | 6:36.34 |
| 5      | Jaak van Driessche Luc Goiris            | BEL  | 6:38.20 |
| 6      | Peter Sharis John Pescatore              | USA  | 6:39.23 |
| 7      | Snorre Lorgen Sverke Lorgen              | NOR  | 6:36.16 |
| 8      | Sjors van Iwaarden Kai Compagner         | NED  | 6:37.22 |

### twee-met-stuurman
| rang   | sporters                                                                        | land | tijd    |
| ------ | ------------------------------------------------------------------------------- | ---- | ------- |
| Goud   | Jonathan Searle Gregory Searle Garry Herbert (stuurman)                         | GBR  | 6:49.83 |
| Zilver | Carmine Abbagnale Giuseppe Abbagnale Giuseppe Di Capua (stuurman)               | ITA  | 6:50.98 |
| Brons  | Dimitrie Popescu Nicolae Ţaga Dumitru Răducanu (stuurman)                       | ROU  | 6:51.58 |
| 4      | Thomas Woddow Michael Peters Peter Thiede (stuurman)                            | GER  | 6:56.98 |
| 5      | Ismael Carbonell Same Arnaldo Rodríguez Silva Roberto Ojeda González (stuurman) | CUB  | 6:58.26 |
| 6      | Patrick Berthou Laurent Lacasa Emmanuel Bunoz (stuurman)                        | FRA  | 7:03.01 |
| 7      | Piotr Basta Tomasz Mruczkowski Bartosz Sroga (stuurman)                         | POL  | 7:04.37 |
| 8      | Aaron Pollok John Moore Stephen Shellans (stuurman)                             | USA  | 7:04.84 |

### dubbel-vier
| rang   | sporters                                                             | land | tijd    |
| ------ | -------------------------------------------------------------------- | ---- | ------- |
| Goud   | André Willms Andreas Hajek Stephan Volkert Michael Steinbach         | GER  | 5:45.17 |
| Zilver | Lars Bjønnes Rolf Bernt Thorsen Kjetil Undset Per Albert Saetersdal  | NOR  | 5:47.09 |
| Brons  | Gianluca Farina Rossano Galtarossa Alessandro Corona Filippo Soffici | ITA  | 5:47.33 |
| 4      | Ueli Bodenmann Alexander Rückstuhl Beat Schwerzmann Marc-Sven Nater  | SUI  | 5:47.39 |
| 5      | Hans Kelderman Ronald Florijn Koos Maasdijk Rutger Arisz             | NED  | 5:48.92 |
| 6      | Fiorenzo Di Giovanni Fabrice Leclerc Yves Lamarque Samuel Barathay   | FRA  | 5:54.80 |
| 7      | Valeri Dosenko Sergej Kinjakin Nikolai Tsjoeprina Girts Vilks        | EUN  | 5:54.48 |
| 8      | Kier Pearson Robert Kaehler John McKibben John Riley                 | USA  | 5:55.06 |

### vier-zonder-stuurman
| rang   | sporters                                                                 | land | tijd    |
| ------ | ------------------------------------------------------------------------ | ---- | ------- |
| Goud   | Andrew Cooper Michael McKay Nicholas Green James Tomkins                 | AUS  | 5:55.04 |
| Zilver | William Burden Jeffrey McLaughlin Thomas Bohrer Patrick Manning          | USA  | 5:56.68 |
| Brons  | Jani Klemenčič Sašo Mirjanič Milan Janša Sadik Mujkič                    | SLO  | 5:58.24 |
| 4      | Armin Weyrauch Matthias Ungemach Dirk Balster Markus Vogt                | GER  | 5:58.39 |
| 5      | Bart Peters Niels van der Zwan Jaap Krijtenburg Sven Schwarz             | NED  | 5:59.14 |
| 6      | Scott Brownlee Christopher White Patrick Peoples Campbell Clayton-Greens | NZL  | 6:02.13 |
| 7      | Salih Hassan John Garrett Gavin Stewart Richard Stanhope                 | GBR  | 6:05.00 |
| 8      | Luca Sartori Rocco Pecoraro Carmine La Mura Riccardo Dei Rossi           | ITA  | 6:06.21 |

### vier-met-stuurman
| rang   | sporters                                                                                          | land | tijd    |
| ------ | ------------------------------------------------------------------------------------------------- | ---- | ------- |
| Goud   | Viorel Talapan Iulică Ruican Dimitrie Popescu Nicolae Ţaga Dumitru Răducanu (stuurman)            | ROU  | 5:59.37 |
| Zilver | Uwe Kellner Ralf Brudel Thoralf Peters Karsten Finger Hendrik Reiher (stuurman)                   | GER  | 6:00.34 |
| Brons  | Jacek Streich Wojciech Jankowski Tomasz Tomiak Maciej Łasicki Michał Cieślak (stuurman)           | POL  | 6:03.27 |
| 4      | James Neil Teo Bielefeld Sean Hall John Rusher Timothy Evans (stuurman)                           | USA  | 6:06.03 |
| 5      | Yannick Schulte Philippe Lot Daniel Fauche Jean Paul Vergnes Jean-Pierre Huguet Balent (stuurman) | FRA  | 6:06.82 |
| 6      | Venjamin Boet Igor Bortnitski Vladimir Romanisjin Gennadi Krjoetsjkin Pjotr Petrinitsj (stuurman) | EUN  | 6:12.13 |
| 7      | Sead Marušić Marko Banović Ninoslav Saraga Aleksandar Fabijanić Goran Puljko (stuurman)           | CRO  | 6:08.52 |
| 8      | Feng Feng Sun Senlin Huang Xiaoping Xu Wuling Li Jianxin (stuurman)                               | CHN  | 6:11.52 |

### acht
| rang   | sporters | land | tijd    |
| ------ | --- | ---- | ------- |
| Goud   | John Wallace Bruce Robertson Michael Forgeron Darren Barber Robert Marland Michael Rascher Andrew Crosby Derek Porter Terrence Paul (stuurman)                        | CAN  | 5:29.53 |
| Zilver | Ioan Iulian Vizitiu Dănuţ Dobre Claudiu Gabriel Marin Iulică Ruican Viorel Talapan Vasile Dorel Năstase Valentin Robu Vasile lonel Măstăcan Marin Gheorghe (stuurman) | ROU  | 5:29.67 |
| Brons  | Frank Richter Thorsten Streppelhoff Detlef Kirchhoff Armin Eichholz Bahne Rabe Hans Sennewald Ansgar Wessling Roland Baar Manfred Klein (stuurman)                    | GER  | 5:31.00 |
| 4      | Mike Teti Christian Sahs James Munn Jeffrey Klepacki Robert Shepherd Malcolm Baker Richard Kennelly John Parker Michael Moore (stuurman)                              | USA  | 5:33.18 |
| 5      | Simon Spriggs Peter Murphy Wayne Diplock Jaime Fernandez Ben Dodwell Sam Patten Boden Hanson Robert Scott David Colvin (stuurman)                                     | AUS  | 5:33.72 |
| 6      | Martin Cross Tim Foster Richard Phelps Jim Walker Ben Hunt-Davis Stephen Turner Rupert Obholzer Jonathan Singfield Adrian Ellison (stuurman)                          | GBR  | 6:39.92 |
| 7      | Jens Pørneki Jens Tramm Thomas Larsen Lars Christensen Carsten Hassing Jesper Thusgaard Kristiansen Martin Hansen Kent Skovsager Stephen Masters (stuurman)           | DEN  | 5:41.61 |
| 8      | Martin Walsh Rogan Clarke Grant Hillary Andrew Gordon-Brown Erich Mauff Timothy Lahner Robin McCall Ivan Pentz Andrew Lonmon-Davis (stuurman)                         | RSA  | 5:42.58 |

## Dames

### skiff
| rang   | sporter          | land | tijd    |
| ------ | ---------------- | ---- | ------- |
| Goud   | Elisabeta Lipă   | ROU  | 7:25.54 |
| Zilver | Annelies Bredael | BEL  | 7:26.64 |
| Brons  | Silken Laumann   | CAN  | 7:28.85 |
| 4      | Anne Marden      | USA  | 7:29.84 |
| 5      | Maria Brandin    | SWE  | 7:37.55 |
| 6      | Corinne Le Moal  | FRA  | 7:41.85 |
| 7      | Antonia Svaier   | GRE  | 8:06.65 |
| 8      | Irene Eijs       | NED  | 8:09.62 |

### dubbel-twee
| rang   | sporters                         | land | tijd    |
| ------ | -------------------------------- | ---- | ------- |
| Goud   | Kerstin Köppen Kathrin Boron     | GER  | 6:49.00 |
| Zilver | Veronica Cochelea Elisabeta Lipă | ROU  | 6:51.47 |
| Brons  | Gu Xiaoli Lu Huali               | CHN  | 6:55.16 |
| 4      | Philippa Baker Brenda Lawson     | NZL  | 6:56.81 |
| 5      | Annabel Eyres Alison Gill        | GBR  | 7:06.62 |
| 6      | Sarija Zakirova Inna Frolova     | EUN  | 7:09.45 |
| 7      | Daniela Oronova Galina Kamenova  | BUL  | 7:04.19 |
| 8      | Jennifer Luff Gillian Campbell   | AUS  | 7:05.91 |

### twee-zonder-stuurvrouw
| rang   | sporters                                | land | tijd    |
| ------ | --------------------------------------- | ---- | ------- |
| Goud   | Marnie McBean Kathleen Heddle           | CAN  | 7:06.22 |
| Zilver | Stefani Werremeier Ingeburg Schwerzmann | GER  | 7:07.96 |
| Brons  | Anna Seaton Stephanie Maxwell Pierson   | USA  | 7:08.11 |
| 4      | Christine Gossé Isabelle Danjou         | FRA  | 7:08.70 |
| 5      | Joanne Turvey Miriam Batten             | GBR  | 7:17.28 |
| 6      | Violeta Zareva Teodora Zareva           | BUL  | 7:32.67 |
| 7      | Doina Snep Doina Robu                   | ROU  | 7:22.07 |
| 8      | Anna Motretsjko Jelena Ronzjina         | EUN  | 7:25.15 |

### dubbel-vier
| rang   | sporters                                                                              | land | tijd    |
| ------ | ------------------------------------------------------------------------------------- | ---- | ------- |
| Goud   | Kerstin Müller Sybille Schmidt Birgit Peter Kristina Mundt                            | GER  | 6:20.18 |
| Zilver | Constanța Burcică Doina Ignat Veronica Cochelea Anişoara Dobre                        | ROU  | 6:24.34 |
| Brons  | Jekaterina Chodotovitsj Antonina Zelikovitsj Tatjana Oestjoezjanina Jelena Chloptseva | EUN  | 6:25.07 |
| 4      | Laurien Vermulst Marjan Pentenga Anita Meiland Harriet van Ettekoven                  | NED  | 6:32.40 |
| 5      | Kristine Karlson Alison Townley Serena Eddy-Moulton Michelle Knox-Zaloom              | USA  | 6:32.65 |
| 6      | Lubica Novotníková Michaela Burešová Hana Kafková Irena Soukupová                     | TCH  | 6:35.99 |
| 7      | Feng Lili Yang Hong Lu Huali Gu Xiaoli                                                | CHN  | 6:48.90 |
| 8      | Berith Christoffersen Lene Pedersen Trine Hansen Ulla Hansen                          | DEN  | 6:51.89 |

### vier-zonder-stuurvrouw
| rang   | sporters                                                             | land | tijd    |
| ------ | -------------------------------------------------------------------- | ---- | ------- |
| Goud   | Kirsten Barnes Brenda Taylor Jessica Monroe Kay Worthington          | CAN  | 6:30.85 |
| Zilver | Shelagh Donohoe Cynihia Eckert Amy Fuller Carol Feeney               | USA  | 6:31.86 |
| Brons  | Antje Frank Gabriele Mehl Birte Siech Annette Hohn                   | GER  | 6:32.34 |
| 4      | Liu Xirong He Yanwen Cao Mianying Zhou Shouying                      | CHN  | 6:32.50 |
| 5      | Viorica Lepădatu Iulia Bobeică Adriana Bazon-Chelariu Maria Păduraru | ROU  | 6:37.24 |
| 6      | Jodie Dobson Emmelia Snook Megan Still Kate Slatter                  | AUS  | 6:41.72 |
| 7      | Frédérique Heligon Chantal Lafon Christine Jullien Hélène Cortin     | FRA  | 6:45.16 |
| 8      | Alison Barnett Kim Thomas Suzanne Kirk Gillian Lindsay               | GBR  | 6:49.76 |

### acht
| rang   | sporters | land | tijd    |
| ------ | --- | ---- | ------- |
| Goud   | Kirsten Barnes Brenda Taylor Megan Delehanty Shannon Crawford Marnie McBean Kay Worthington Jessica Monroe Kathleen Heddle Lesley Thompson (stuurvrouw)        | CAN  | 6:02.62 |
| Zilver | Doina Snep Doina Robu Ioana Olteanu Viorica Lepădatu Iulia Bobeică Viorica Neculai Adriana Bazon-Chelariu Maria Păduraru Elena Georgescu (stuurvrouw)          | ROU  | 6:06.26 |
| Brons  | Annegret Strauch Sylvia Dördelmann Kathrin Haacker Dana Pyritz Cerstin Petersmann Ute Wagner Christiane Harzendorf Judith Zeidler Daniela Neunast (stuurvrouw) | GER  | 6:07.80 |
| 4      | Svetlana Fil Marina Znak Irina Gribko Sarmite Stone Marina Soeproen Natalja Stasjoek Natalja Grigorjeva Jekaterina Kotko Jelena Medvedjeva (stuurvrouw)        | EUN  | 6:09.68 |
| 5      | Lin Zhiai Ma Linqin Pei Jiayun He Yanwen Liu Xirong Liang Xiling Cao Mianying Zhou Shouying Li Ronghua (stuurvrouw)                                            | CHN  | 6:12.08 |
| 6      | Tina Brown Shannon Day Betsy McCagg Mary McCagg Sarah Gengler Tracy Rude Kelley Jones Diana Olson Yasmin Farooq (stuurvrouw)                                   | USA  | 6:12.25 |
| 7      | Dorothy Blackie Kareen Marwick Philippa Cross Fiona Freckleton Rachel Hirst Susan Smith Kate Grose Katie Brownlow Alison Pakerson (stuurvrouw)                 | GBR  | 6:29.68 |
| 8      | Lenka Zavadilová Eliška Jandová Renata Beránková Martina Šefčíková Sabina Telenská Michaela Vávrová Hana Žáková Hana Dariusová Lenka Kováčová (stuurvrouw)     | TCH  | 6:31.12 |

## Medaillespiegel
| rang   | land              | goud | zilver | brons | totaal |
| ------ | ----------------- | ---- | ------ | ----- | ------ |
| 1      | Duitsland         | 4    | 3      | 3     | 10     |
| 2      | Canada            | 4    | 0      | 1     | 5      |
| 3      | Roemenië          | 2    | 4      | 1     | 7      |
| 4      | Australië         | 2    | 0      | 0     | 2      |
| 4      | Groot-Brittannië  | 2    | 0      | 0     | 2      |
| 6      | Verenigde Staten  | 0    | 2      | 1     | 3      |
| 7      | Italië            | 0    | 1      | 1     | 2      |
| 8      | België            | 0    | 1      | 0     | 1      |
| 8      | Noorwegen         | 0    | 1      | 0     | 1      |
| 8      | Oostenrijk        | 0    | 1      | 0     | 1      |
| 8      | Tsjecho-Slowakije | 0    | 1      | 0     | 1      |
| 12     | Polen             | 0    | 0      | 2     | 2      |
| 12     | Slovenië          | 0    | 0      | 2     | 2      |
| 14     | China             | 0    | 0      | 1     | 1      |
| 14     | Gezamenlijk team  | 0    | 0      | 1     | 1      |
| 14     | Nederland         | 0    | 0      | 1     | 1      |
| Totaal | Totaal            | 14   | 14     | 14    | 42     |